# 智頭線
智頭線（日语：／ Chizu sen */?）是一條連結日本兵庫縣赤穗郡上郡町的上郡站至鳥取縣八頭郡智頭町的智頭站，屬於智頭急行的鐵路線。
此線為連結京阪神地區與鳥取縣的較短路線，也是連結山陽地方與鳥取縣的高速路線；特急「超級白兔號」、「超級因幡號」行經本線。

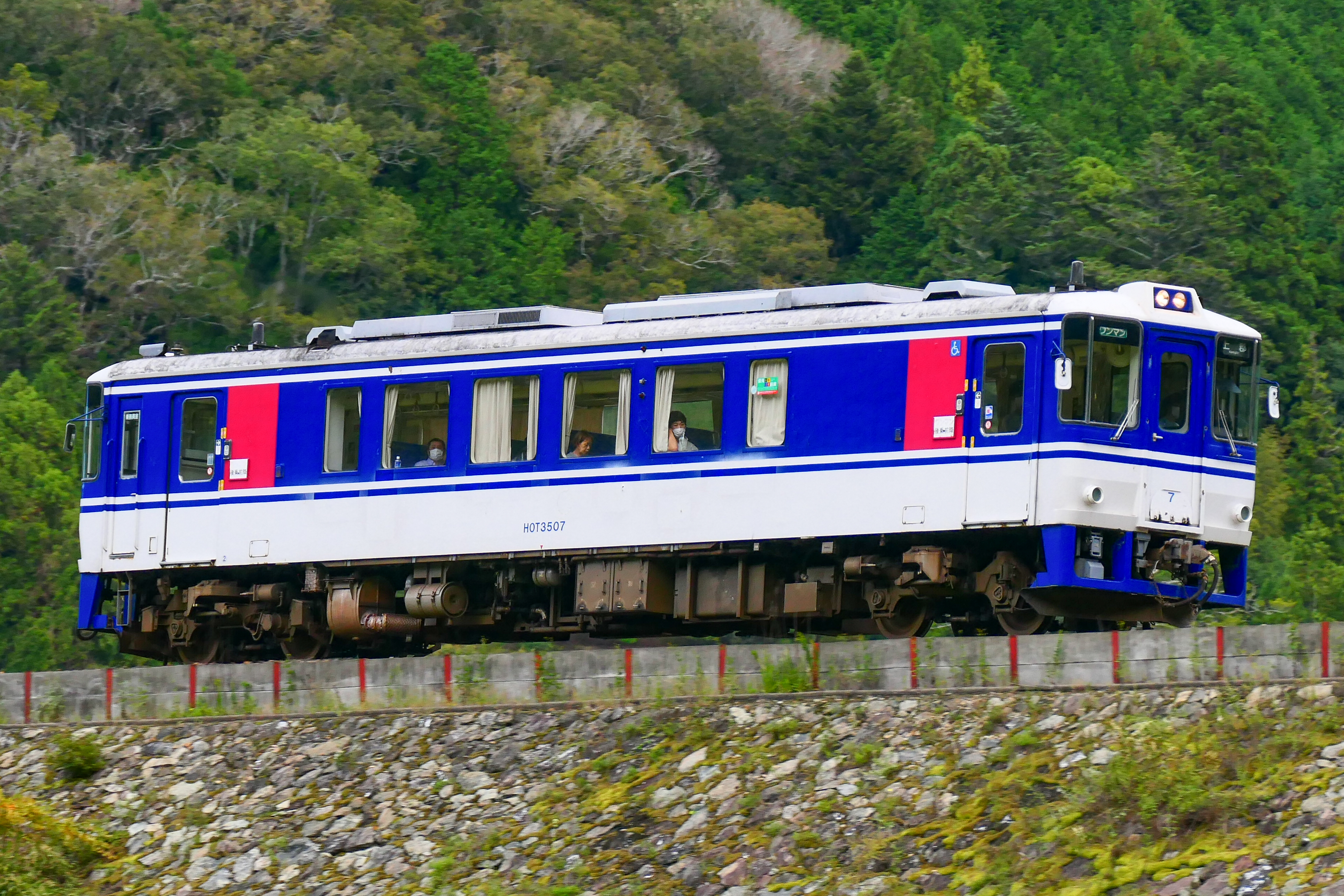
河野原圓心站至苔繩站間的HOT3500型3507號柴聯車

## 路線資料
- 管轄（事業類別）：智頭急行（第一種鐵道事業者）
- 路線距離（營業距離）：56.1公里
- 軌距：1,067毫米
- 站數：14個（包括起終點站，不包括信號場）
- 複線路段：沒有（全線單線）
- 電氣化路段：沒有（全線非電氣化（日语：非電化））
- 閉塞方式：自動閉塞式
- 保安裝置：ATS-P
- 最高速度：130公里/小時[1]
- 最長隧道：志戶坂隧道（日语：志戸坂トンネル）（5,592公尺）
- 最小曲線半徑：260公尺
- 最大坡度：26 ‰

## 車站列表
- ●：停靠 ｜：通過
- 普通列車停靠所有車站
- 列車交會…∨、◇：可進行列車交會 ｜：不可進行列車交會

| 中文站名   | 日文站名 | 英文站名 | 站間距離 | 營業距離 | 特急 | 接續路線                  | 列車交會 | 所在地 | 所在地         |
| ---------- | -------- | -------- | -------- | -------- | ---- | ------------------------- | -------- | ------ | -------------- |
| 上郡       |          |          | -        | 0.0      | ●    | 西日本旅客鐵道： 山陽本線 | ∨        | 兵庫縣 | 赤穗郡上郡町   |
| 岩木信號場 |          |          | -        | (3.8)    | ｜   |                           | ◇        | 兵庫縣 | 赤穗郡上郡町   |
| 苔繩       |          |          | 4.8      | 4.8      | ｜   |                           | ｜       | 兵庫縣 | 赤穗郡上郡町   |
| 河野原圓心 |          |          | 2.6      | 7.4      | ｜   |                           | ◇        | 兵庫縣 | 赤穗郡上郡町   |
| 久崎       |          |          | 4.8      | 12.2     | ｜   |                           | ◇        | 兵庫縣 | 佐用郡佐用町   |
| 佐用       |          |          | 5.0      | 17.2     | ●    | 西日本旅客鐵道： 姬新線   | ◇        | 兵庫縣 | 佐用郡佐用町   |
| 平福       |          |          | 5.3      | 22.5     | ｜   |                           | ◇        | 兵庫縣 | 佐用郡佐用町   |
| 石井       |          |          | 4.6      | 27.1     | ｜   |                           | ｜       | 兵庫縣 | 佐用郡佐用町   |
| 宮本武藏   |          |          | 3.5      | 30.6     | ｜   |                           | ｜       | 岡山縣 | 美作市         |
| 大原       |          |          | 2.6      | 33.2     | ●    |                           | ◇        | 岡山縣 | 美作市         |
| 西粟倉     |          |          | 4.2      | 37.4     | ｜   |                           | ｜       | 岡山縣 | 英田郡西粟倉村 |
| 粟倉溫泉   |          |          | 3.2      | 40.6     | ｜   |                           | ◇        | 岡山縣 | 英田郡西粟倉村 |
| 山鄉       |          |          | 6.6      | 47.2     | ｜   |                           | ｜       | 鳥取縣 | 八頭郡智頭町   |
| 戀山形     |          |          | 2.8      | 50.0     | ｜   |                           | ◇        | 鳥取縣 | 八頭郡智頭町   |
| 智頭       |          |          | 6.1      | 56.1     | ●    | 西日本旅客鐵道： 因美線   | ◇        | 鳥取縣 | 八頭郡智頭町   |

## 車輛

#### 本公司車輛
- 智頭急行HOT3500型
- 智頭急行HOT7000系

#### 現在直通車輛
JR西日本
- JR西日本KiHa 187系
- JR西日本KiYa 141系柴油車（日语：JR西日本キヤ141系気動車）（路線檢測用）

## 歷史
從1892年（明治25年）就有提議在姬路和鳥取之間興建鐵路作為山陰山陽聯絡線。從姬路經佐用沿現在的智頭線和因美線到達鳥取的路線，在江戶時代時被鳥取藩稱為「因幡街道」。明治時代的「鐵道建設法」中，「山陰、山陽聯絡線」就包括了「從兵庫縣下姬路附近到鳥取縣下鳥取的鐵路」，以及從「岡山縣下岡山到鳥取縣津山」的鐵路。當時研擬的路線共有九條，但後來往山陰地方的列車採用從姬路到和田山的路線，智頭線並未實現。
1922年（大正11年）修訂的鐵道建設法中，第85號路線是「兵庫縣上郡經佐用至鳥取縣智頭」的路線。1934年（昭和9年），兵庫縣、岡山縣、鳥取縣等18個市町村成立了「智頭・佐用線鉄道期成会」以推動鐵路建設，但因二次大戰而中斷。戰後在1950年（昭和25年），「智頭・上郡線鉄道敷設期成同盟会」的形式再次發起運動。1961年（昭和36年）測量了路線，於1962年（昭和37年）採用為施工線，後由1964年3月23日（昭和39年）新成立的日本鐵道建設公團採用。1966年5月10日，運輸大臣批准「智頭線上郡至智頭間工事實施計劃」，6月21日開工。原計劃於1973年春季通車，以KiHa 181系柴聯車行駛特快列車。
原建設計畫最高時速為95公里/小時，並無岩木號誌站及宮本武藏站，且計劃與山陽本線的上行線共用上郡站出站後約500公尺的路線。在距離佐用站不遠處設立山脇信號站與姬新線會合，改建佐用站，之後兩線由佐用站再度分歧。核准計劃時，車站的暫定名稱為上郡站、苔繩站、河野原站、久崎站、山脇號誌站、佐用站、平福站、下石井站、大原町站、西粟倉站、影石站、山鄉站、因幡山形站、智頭站；經費估計為89.904億日圓。
由於佐用站內路線佈局、軌道容量和運轉安全等問題，計劃在1975年（昭和50年）1月31日變更，不設山脇號誌站，而是在佐用站南方以立體交叉跨越姬新線後兩線平行進入佐用站，之後兩線再度分歧，經費修正為229億日圓。後來因為路線容量問題，於1979年（昭和54年）3月30日變更計劃，不在上郡站內與山陽本線共用軌道，而是在山陽本線的上下行線之間興建高架橋以跨越山陽本線，並將上郡站的島式月台切掉一塊以供智頭線的普通列車（終點站）停放與折返行駛。計劃經費估計為300.69億日元。
隨著日本國鐵財務惡化，於1980年（昭和55年）12月27日生效的國鐵再建法，興建中的地方線新線如預計運輸密度低於每天4000人，預算就被凍結。智頭線預計運輸密度為每天3900人，略低於標準，因此在95%的土地、30%的路基和10%的軌道完成後停止施工。但該法也規定地方政府可以承接工程，並以第三部門鐵道營運。1983年（昭和58年）就任的鳥取縣知事西尾邑次，負責處理特定地方交通線倉吉線（1985年停駛改行駛巴士）和若狹線（1987年改為若狹鐵道），並努力重啟智頭線的興建。「国鉄智頭線建設促進期成同盟会」委託專門機構，研究接手興建並以第三部門鐵道營運的可能性。調查結果在1985年發表：「如僅計算當地區間車運量將會虧損，但如果包括直通國鐵路線的特快列車，將會有盈餘。」基於此前提，與國鐵和運輸省展開討論。該報告估計每天通過旅客數為 1,652 人，但國鐵懷疑是否會有這麼多旅客。後來通車時，實際運量達到兩倍數字。於同年11月28與29日，鳥取縣知事西尾分別與兵庫縣知事以及岡山縣知事會談，確定了以第三部門鐵道營運的方向。1986年1月10日，「国鉄智頭線建設促進期成同盟会」更名為「智頭線建設促進期成同盟会」，作為第三部門鐵道公司的籌備組織。3月31日，鳥取縣、岡山縣、兵庫縣三縣簽署了出資比例備忘錄，後於5月31日註冊成立「智頭鐵道株式會社」，於11月27日申請並於12月25日取得鐵路營業執照，於1987年1月27日恢復興建。建設經費修正為413億日圓。
雖然鳥取高速公路尚未開通，但高速公路的建設與競爭是顯而易見的，智頭線列車必須以超越高速巴士為目標，向當時尚沒有新幹線建設計劃的鳥取地區提供高速交通。因此考慮了原本計劃外的高標準建設工程。根據日本鐵道建設公團計算上郡至智頭之間所需時間，與KiHa 181系柴聯車行駛最高時速95公里相比，不進行電氣化而以2000系傾斜式柴聯車（最高時速130公里）預計可節省11分30秒，需增加16億日元；電氣化並使用381型傾斜式電聯車（最高時速130公里）可節省12分45秒，需增加68億日圓；電氣化並使用381型傾斜式電聯車（最高時速160公里）可節省15分45秒，需增加116億日元。考慮到電氣化和速度提高到160公里/小時，所需投資金額龐大但行車時間節省有限，加上連接本線的JR西日本因美線智頭站至鳥取站區間也須進行電氣化與高速化改建，經費約需40億日圓，但成立初期的JR西日本財務困難難以短期完工，因此決定放棄電氣化和可容許列車時速高達160公里的路線標準，僅將原單線非電氣化線路改善以容許列車時速到130公里。此時，土地徵用已完成95%，軌道鋪設進度約為10%，所進行的改進將河野原圓心站和久崎站設置通過線，其他車站則安裝高速轉轍器等等。加上因美線的自動號誌系統工程，預計耗資23億日圓，但由於努力降低成本，實際花費為21.56億日圓。
智頭鐵道於1991年9月18日提交事業基本計畫變更申請，於11月19日獲得批准。JR西日本區間的鐵路設施變更許可申請也於12月19日獲得批准。 於1992年3月12日開始了高速化建設。本線於1994年12月3日開業。最初以HOT7000型柴聯車行駛新大阪至鳥取、倉吉，三對往返的超級白兔號特快車，JR西日本則以KiHa 181系柴聯車行駛臨時列車「白兔號」特快車。在上郡和大原之間有17個往返，大原和智頭之間則有12個往返的普通車。並無貨運列車和快速列車。
不久後於1995年1月17日凌晨發生阪神淡路大地震，所有開往京阪神地區的特快列車被迫停駛。姬路和鳥取之間於1月23日恢復運行，但至4月1日才恢復直達大阪的列車。此後直通特快列車的需求穩定成長。1996年3月16日的時間表修改中，經由山陰本線往來京都和鳥取，需時略低於4小時的特急「朝潮」停駛 ，所使用的181系柴聯車改用於加開兩個往返的「白兔號」。包括「超級白兔號」在內，所有列車延駛京都到發。在1997年3月8日時刻表改定時，HOT7000系增加了一個編組，使「超級白兔號」的班次增至5個往返。同年11月29日時刻表改訂，又增加一個編組，使得全部列車都是「超級白兔號」。另外，原來經由津山線和因美線往來岡山和鳥取的急行列車「砂丘號」停駛，改以181系柴聯車行駛經由本線的特快列車「因幡號」3個往返。2003年10月1日起，以KiHa 187型柴聯車行駛「超級因幡號」特快車，增至5個往返。